# Avenida del Ejército
La avenida del Ejército es una avenida de la ciudad de Lima, capital del Perú. Se extiende de oeste a sur, en los distritos de Magdalena del Mar, San Isidro y Miraflores, a lo largo de 34 cuadras. Su trazo es continuado al oeste por la calle Diego Ferré. Se caracteriza por ser una avenida paralela al circuito de playas de la Costa Verde y una conexión directa de varias líneas de buses entre los distritos de Magdalena y Miraflores.

## Recorrido
Distrito de Miraflores
Se inicia en la plaza Centroamérica, punto de confluencia de las avenidas José Pardo, Santa Cruz, De la Aviación y la urbanización Santa Cruz de dicho distrito. En sus primeras 12 cuadras, es una avenida angosta y comercial con varios locales como restaurantes, tiendas, concesionarias de autos y un óvalo. Poco antes de llegar al distrito de San Isidro, la avenida pasa entre el terreno del antiguo cuartel San Martín (demolido en 2010 y actualmente descampado) y el complejo deportivo municipal Niño Héroe Manuel Bonilla. Al llegar a la intersección con la bajada San Martín, la avenida se adentra en el distrito de San Isidro.
Distrito de San Isidro
En este distrito la avenida toma el nombre de Augusto Pérez Araníbar y su fisionomía cambia ya que su berma central se ensancha y luce arborizada de eucaliptos. Este tramo de la avenida es residencial y comercial por lo que destacan algunos lugares municipales como el mercado, una comisaría, el complejo deportivo y restaurantes. Justo en la intersección con la avenida Salaverry, donde es el punto de finalización de la misma, se encuentra el parque Benemérita Guardia Civil, más conocido como La Pera del Amor. Unas cuadras más adelante la avenida tiene una pequeña curva hacia la izquierda (la única de todo el recorrido) y llegando a la cuadra 24 y cruzando la avenida Juan de Aliaga, la avenida se adentra en el distrito de Magdalena del Mar.
Distrito de Magdalena del Mar
La fisionomía de la avenida vuelve a ser angosta como en el distrito de Miraflores. Cabe recalcar, que su numeración cambia, ya que en este distrito se inicia en la avenida Brasil, siendo continua a lo largo de 10 cuadras entre esta y la avenida Juan de Aliaga. Cruzando la bajada Marbella, la avenida tiene un largo recorrido entre el hospital psiquiátrico Víctor Larco Herrera, inaugurado el 1 de enero de 1918, el Puericultorio Pérez Araníbar, inaugurado el 9 de marzo de 1930, y el instituto de cocina D'Gallia. Cruzando dicho tramo, la avenida llega al cruce con la avenida Brasil, donde también es el punto de finalización de la misma, en el cual destaca el Monumento al Inmaculado Corazón de María. Cruzando la intersección, el trazo de la avenida es continuado por la calle Diego Ferré.